# Železniční stanice Nachal Sorek

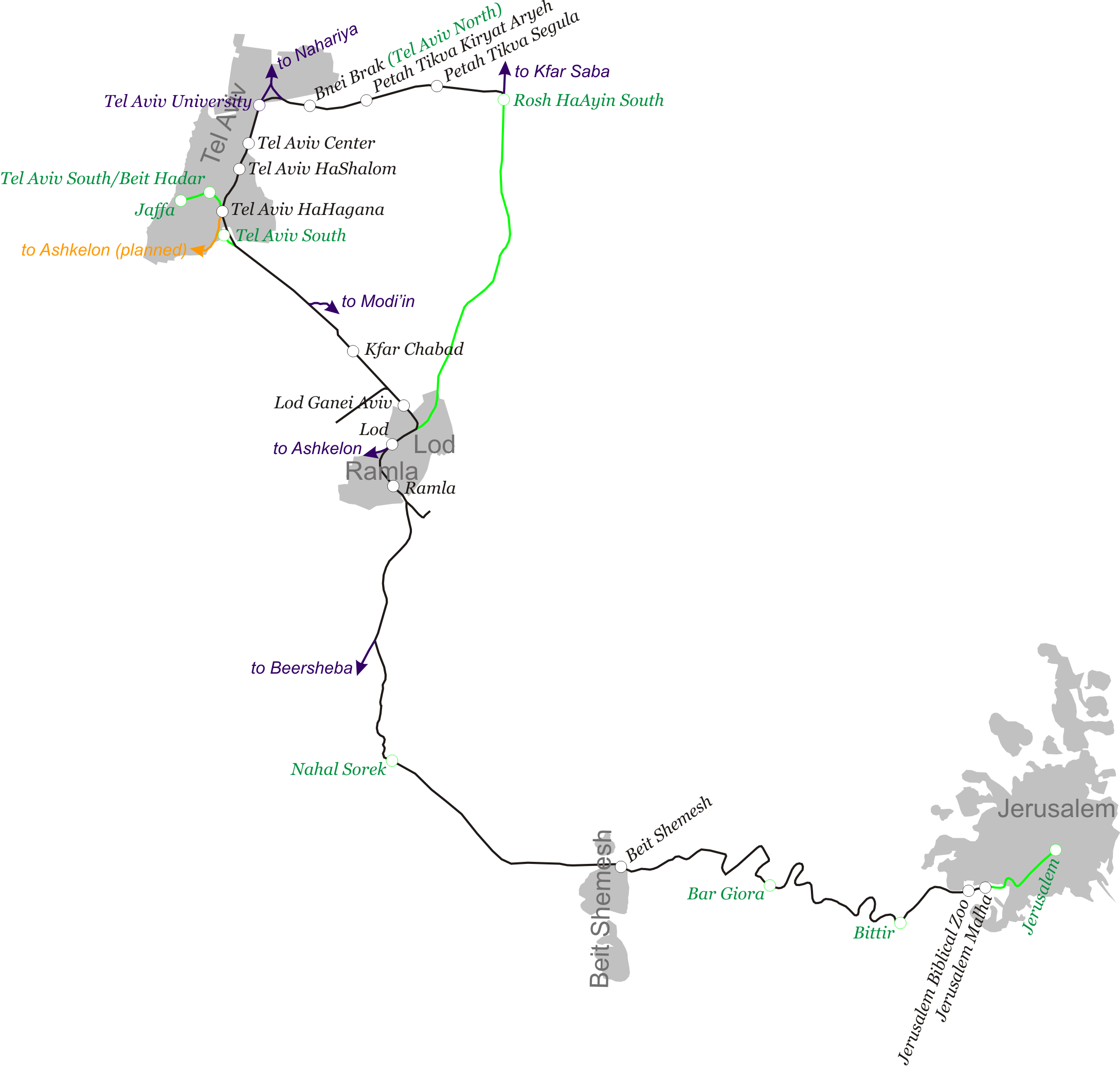
Schéma vývoje trasy a rozložení stanic na trati Tel Aviv-Jeruzalém

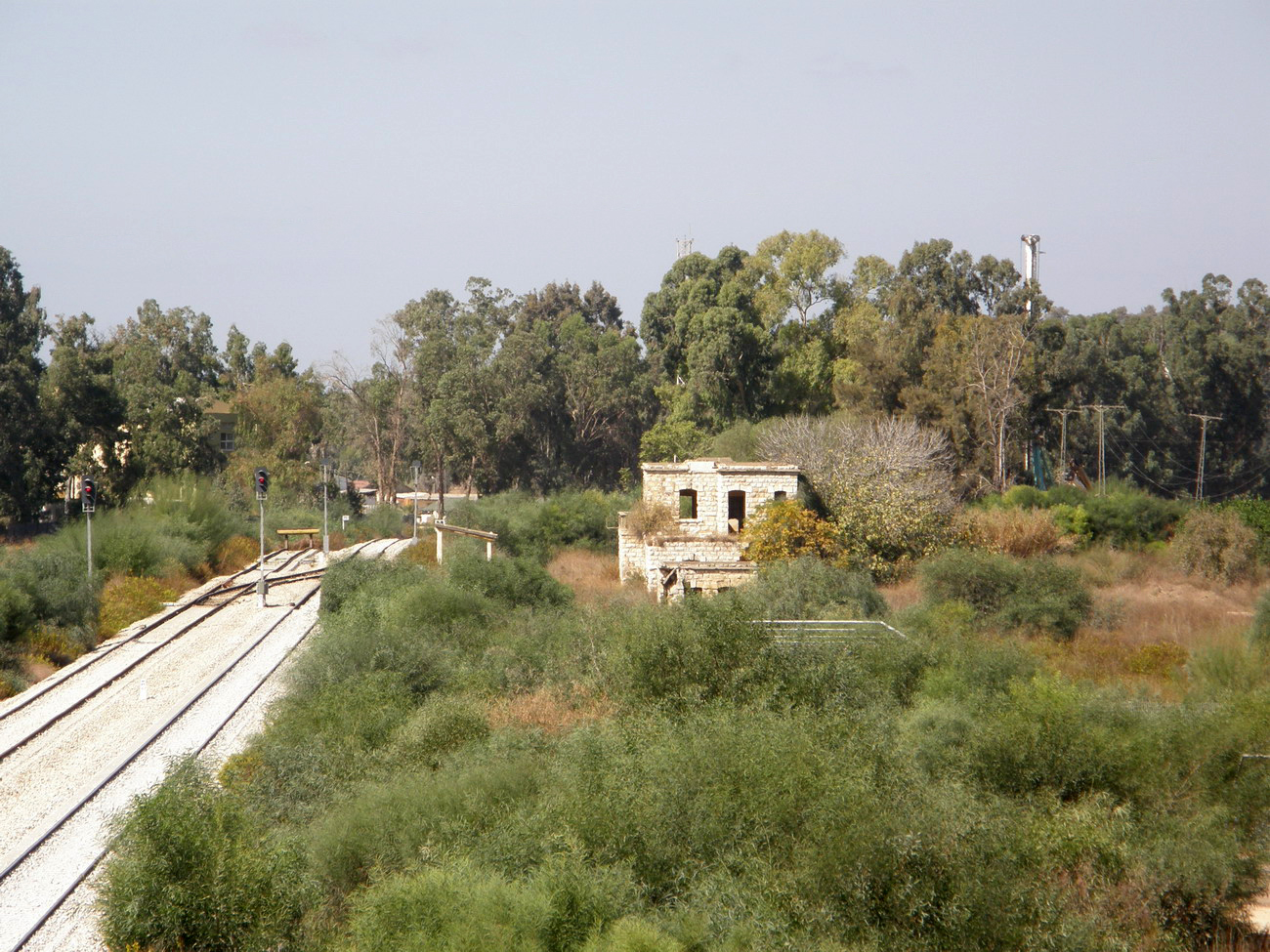
Původní staniční budova

Železniční stanice Nachal Sorek (hebrejsky תחנת הרכבת נחל שורק‎, tachanat ha-rakevet Nachal Sorek, dříve nazývána železniční stanice Vádí Surár, תחנת הרכבת ואדי צראר‎, tachanat ha-rakevet Vádí Surár,) je bývalá železniční stanice na železniční trati Tel Aviv – Jeruzalém v Izraeli.
Leží cca 13 kilometrů jižně od města Ramla a cca 1 kilometr jihovýchodně od vesnice Jesodot, v nadmořské výšce cca 90 metrů. Je situována poblíž potoka Sorek. Severně od stanice kříží železniční trať dálnice číslo 3.
Roku 1892 byla dokončena trať do Jeruzaléma. Hebrejský i arabský název stanice odkazuje na název toku Sorek (Surár). Byla postavena roku 1915 tureckými úřady během první světové války. Sloužila nedaleké odbočce železniční tratě do města Beerševa, postavené tehdy narychlo pro vojenské účely. 13. listopadu 1917 stanici obsadily britské síly. Původní staniční budova byla zachována i po rekonstrukci tratě dokončené roku 2005.